# 이광계
이광계(李光啓, 1587년 ~ ?)는 조선 후기의 관학 유생, 학자였다. 자(字)는 언술(彦術) 또는 언술(彦述), 본관은 우계이다. 경상북도 봉화군 또는 영천(榮川) 출신.
인목대비 폐비 사태 때 이이첨을 비판하던 귀천군 이수 등을 탄핵하였고, 인목대비, 기자헌을 탄핵하는 관학유생 연명 상소에 서명하였다. 1623년(인조 1) 3월 28일 영주, 안동의 남인 유생이 북인 당원을 출향시킬 때 훼철당하고 추방당했다. 1648년(인조 26년) 식년시 생원시에 합격하여 생원이 되었다. 도은 권호신(陶隱 權虎臣)의 문인이다.

## 생애

### 출생과 가계
1587년 경상북도 봉화군 물야면에서 태어났으며 생일은 미상이다. 사마방목에 의하면 그는 영천(榮川) 출신으로 나타난다. 아버지는 장사랑과 선무랑을 지낸 우백(友白)이고 어머니는 선성김씨(宣城金氏)로 김담의 후손 참봉 낙선(樂善)의 딸이다. 할아버지는 절충장군 첨지중추부사 이유(李庾)이고, 할머니는 선성김씨(宣城金氏)로 김담의 후손 첨추 김대(金王+代)의 딸이다. 도촌 이수형의 6대손으로, 그의 차남 전설서별좌 양근(養根)의 5대손이었다.
그는 관학유생으로 있을 때 북인계 입장에 선 것이 원인이 되어  인조반정 이후, 남인계 인사에 의해 출향되었다. 이후 그에 대한 기록은 실전되었다가 1970년 국사편찬위원회, 한국학연구원 등에서 조선왕조실록, 대동야승, 연려실기술 등을 한글로 번역하는 과정에서 그의 행적이 알려졌다. 그의 자는 미상이었으나, 2000년 사마방목이 국역화되면서 그의 자도 알려지게 되었다.
안정구(安廷球)의 순흥지역 향토지인 재향지에도 그의 자(字)가 실려 있었다. 이는 2000년대 이후 고문헌의 한글화 과정에서 알려지게 되었다.
그의 조모 선성김씨가 1612년까지 생존해 있었다. 조모 선성김씨가 1612년 3월 16일에 사망한 것은 김택룡의 조성당일기에 김택룡이 자신의 일기에 '첨지 이유李庾를 만나 그 아내의 상에 조문했다. 장자長子인 희백希白은 외출하고, 차자次子인 우백友白이 첨지와 함께 조문객을 받고 있었다. 첨지와 잠시 이야기했다.(見李僉知庾 弔其妻之喪. 長子希白出外 次子友白受弔. 與僉知暫話)'고 하여 기록에 남게 되었다.

### 청년기
영주의 학자 도은 권호신(陶隱 權虎臣)의 문하에서 수학하였다. 그의 사승관계는 오랫동안 실전되었다가 권호신의 아들 동암 권성오(東巖 權省吾)의 저서 동암문집 권4(東巖文集 卷之四)의 잡저(雜著)편에 "선친(권호신)께서는 삼송선생을 스승으로 모시고 爲己之學을 배우고, 어버이를 모시는 여가에 후진을 가르치셨다. 때를 같이 하여 배운 사람으로 학사 김응조(鶴沙 金應祖), 아양 금시해(峩洋 琴是諧), 이광계(李光啓)는 나와 나이도 같고 학문도 같이 하였다. 이여혐(李汝香+兼), 김응조(金慶祖), 금시조(琴是調), 이광전(李光前), 이성건(李成健)은 나이가 비슷하면서 학문을 같이 하였다. 정자 김연조(正字 金延祖)은 수업은 하였지만 함께 어울리지는 않았다. 김염조(金念祖)는 가장 늦게 문하에 오른 사람이다. 사마시에 합격한 사람이 열 명이고, 대과에 급제한 사람이 세 명이다.(先君旣受業松門以師之心爲己之心. 養親之暇. 訓誨後生. 同時受學者凡十一人. 分三隊而敎之. 如金鶴沙應祖琴峩洋是諧李兄光啓及我四人. 年同而學同. 如李兄汝馦金宐寧慶祖琴寧海是調李兄光前李兄成健五人. 年相若而同學. 如金正字延祖獨受業而不同隊. 安山金君念祖最晚登門 大都得司馬者十人 而兼大科者三人,)"라 하였다. 사촌 형 이광전(李光前), 종6대조 이성근(李盛根)의 증손자로, 그와 비슷한 또래였던 이여혐(李汝香+兼) 역시 그와 같은 시기에 권호신의 문하에서 수학했다.
더 또한 명경과도 있으니  사마 김유, 박사 장준, 남균이 문하에서 나중에 배출되었다. 또한 이희, 이담, 이? 세 사마도 문하에 배출되었다. 이들은 이자강(이성건)의 집안 사람이다.(余亦忝明經科. 又如金司馬淮張博士俊南均是同門後進. 而李君熺李君燂李君?三司馬皆出. 李兄子強之門也.)라 하였다. 가깝게 지내던 친구로는 스승 권호신의 아들 권성오, 사촌 형 이광전, 삼종증조부 이여혐, 학사 김응조, 아양 금시해, 11촌 아저씨 이성건 등이었다.
권호신은 그의 인척도 되었는데 권호신의 동생 권준신이 종5대조 이대근의 손자 이효량의 사위였다.

### 활동
유학으로 성균관에 입학해, 관학 유생이 되었다. 1617년(광해군 9년) 종실인 귀천군 이수(龜川君 李晬) 등이 이이첨을 탄핵하는 상소를 올리자, 이이첨은 대죄하며 물러나려 했는데 광해군이 예랑을 보내 효유하였다. 1월 7일 귀천군을 탄핵하는 상소를 올렸다. 이때 귀천군 이수가 다른 마음을 품고 이이첨을 공격했다며 역공격을 하고, 귀천군과 임해군의 친분관계, 윤선도와의 친인척관계, 심우영(沈友英)이 역적이 아니라는 발언 등을 지적하였다. 1월 16일 병조 참판 이병(李覮)은 그의 탄핵상소에 자신이 언급되었다며 억울함을 주장하고 사직을 청했다.
1617년 11월 25일 관학유생 김상하(金尙夏), 신경함(申景涵), 이영구(李榮久), 최흘(崔屹), 금대아(琴大雅), 남길(南佶), 금대진(琴大進) 등 110여 명의 인목대비의 죄상 9가지 및 기자헌 탄핵 상소에 서명하였다.
12월 13일 강원도 생원 박홍익(朴弘益), 진사 최광필(崔光弼), 유학 김상건(金尙鍵), 송석명(宋錫命), 원급(元汲), 이극성(李克誠), 최광달(崔光達) 등과 연명상소를 올려 인목대비를 여태후, 측천무후급의 악인이라 규탄하고 기자헌, 이항복을 참형에 처할 것을 상소하였다.
1618년 허균의 옥사와 관련, 이강(李茳)의 공초에서 그는 이강(李茳)의 부탁을 받고 황적(黃賊)을 유적에서 삭제했다 한다.
1623년(인조 1) 3월 28일 영천의 일부 남인계 유림이 장정 수백명을 모아 이강(李茳), 이장(李藏), 이영구(李榮久), 금대아(琴大雅), 이잠(李土+岑), 이광계(李光啓), 이광렬(李光烈) 등의 집을 허물고 훼가출향조치를 했다. 그의 집도 훼손되었다. 남인계 인사들은 향회를 열어 북인계 인사들을 추방했다.
1648년(인조 26년) 식년사마시 생원에 3등 8위로 합격, 생원이 되었다. 그가 무자년에 생원시에 입격한 것이 안정구의 재향지에 기록되었다. 이는 사마방목이 발견되고 2000년대 이후 사마방목이 번역, 정리 되면서 사실로 확인되었다.

### 사후
묘소는 경상북도 봉화군 물야면 두문리 산344-1번지에 그의 아버지 우백 묘소 인근에 있다. 남인과의 당쟁에서 패하고 몰락한 연유로 그의 행적은 오랫동안 실전되었다. 1970년대 이후 고전 문헌이 한글화되면서 그의 행적 일부가 드러나게 되었다. 일부 문헌의 공개로 그의 사승관계, 자호 등이 드러나게 되었다.
후일 증손 이수팽(李壽彭)이 노인직에 올라, 그는 증 장악원정에 추증되었다. 증손 이수팽의 노인직 동지중추부사 재직은 각사등록 동영장계등록편 1758년 1월 24일조에 실려 있다. 영조가 정조(正朝)의 세찬(歲饌)을 내려줄 당시 원주에 살던 그의 증손 이수팽(李壽彭)은 96세였다. 영조는 이수팽에게 쌀 4두 5도, 대구 2마리, 소금 2두를 하사했다. 이수팽은 원주 사자동 자좌 현 영월군 수주면 사자산에 묘소가 있다.

## 참고 문헌
- 광해군일기
- 대동야승
- 연려실기술
- 국조편년
- 동암문집, 권성오
- 사마방목